# قاشق (زیویه)
قاشق یا قاشوق (به کردی: قاشوق، Qashoq) روستایی از توابع بخش زیویه در شهرستان سقز است که در استان کردستان ایران قرار دارد. قاشق ۱۱۳ نفر جمعیت دارد.